# Cosme Alves Netto
Cosme Alves Netto (Manaus, 15 de janeiro de 1937 — Rio de Janeiro, 2 de fevereiro de 1996) foi um estudioso de cinema brasileiro, sendo, por décadas, diretor da Cinemateca do MAM (Museu de Arte Moderna do Rio de Janeiro).
Estudou no Rio de janeiro durante a década de 1950, formando-se em Comunicação Social na PUC e Filosofia na UFRJ. No início da década de 1960, foi diretor do Grupo de Estudos Cinematográficos da União Metropolitana de Estudantes e em em agosto 1964, assumiu a direção da Cinemateca do MAM, transformando o local num ponto de resistência política durante o ditadura militar de 1964-1985. Também foi programador do Cinema Paissandu.. Morreu de ataque cardíaco, em sua casa, no Rio de Janeiro. Foi sepultado no Cemitério de São João Batista , na zona sul carioca.